# Tülay Sözbir-Seidel
Tülay Sözbir-Seidel (* 1972 in Eskişehir, Türkei) ist eine in Deutschland lebende türkische Malerin und Illustratorin.

## Leben
Sözbir-Seidel wuchs in der Türkei auf und absolvierte ein Industriedesignstudium an der Middle East Technical Universität in Ankara. Danach arbeitete sie als Produktdesignerin für Möbel und Keramik, später als leitende Designerin bei einem Glaswarenhersteller. Freiberuflich war sie daneben als Grafikerin und Illustratorin für Werbeagenturen tätig. Seit 1999 lebt sie in Hamburg, wo sie seitdem unter anderen Layouts und Hintergrundbilder der Zeichentrickserie Little Amadeus entwarf und Kinderbücher illustrierte sowie sämtliche in Deutschland erschienenen Bände der Bacaksız-Reihe (Dreikäsehoch) von Rıfat Ilgaz.
Das von ihr illustrierte Hörbuch Was heißt iiih? wurde als Hörspiel der Woche 30/2005 ausgezeichnet und für den Deutschen Hörspielpreis der ARD nominiert.
Sözbir-Seidel arbeitet in ihrem eigenen Atelier für Ölmalerei in Hamburg. Sie ist verheiratet und hat zwei Kinder.

## Werke

### Solo-Ausstellungen
- Grenzgänger, 2015, Motte, Hamburg
- Mein Bruder Dostojewski, 2016, Galerie Atelierhaus 23 in Hamburg-Wilhelmsburg
- Solo-Ausstellung, Haus 3, Hamburg-Altona, 2019
- „Erzähl es niemanden!“ – Bilder über Norwegen 1942, Homage an das gleichnamige Buch von Randi Crott und Lillian Crott Berthung, 2019, Altonaer Rathaus[4][5]
- Ausstellung zum Advent: Ölgemälde von Tülay Sözbir-Seidel. ELB.SEMINAR. Hamburg, 30. November bis 1. Dezember 2019[6]
- Solo-Ausstellung 2020, Glockengießerwall 19, Hamburg
- Ausstellung 2023, Brinkhuus, Behlendorf. Gruppenausstellung u. a. mit Werken von Günter Grass[7]
- Solo-Ausstellung 2024, Fünf Uhr morgens, Galerie IMOGA Art Space, Istanbul[8]

### Buchillustrationen
- Rıfat Ilgaz: Der Dreikäsehoch und die Riesenmelone. Edition Orient, Berlin 2006, ISBN 3-922825-68-0.
- Rıfat Ilgaz: Der Dreikäsehoch auf der Polizeiwache. Edition Orient, Berlin 2007, ISBN 978-3-922825-70-8.
- Margret Angel: Vom Rad zum Wagen: Kinder entdecken eine wichtige Erfindung. Dreieck-Verlag, Berlin 2007, ISBN 978-3-929394-48-1.
- Rıfat Ilgaz: Der Dreikäsehoch in der Schule. Edition Orient, Berlin 2008, ISBN 978-3-922825-72-2.
- Miyase Sertbarut: Kapilands Versuchskaninchen. Önel-Verlag, Köln 2008, ISBN 978-3-939372-30-1.
- Hüsnan Seker: Ayrı Dünyalar. Tudem Verlag, Izmir 2008, ISBN 978-9944-69-227-4 (türkisch).
- Ferda Isbudak Akinci: Mutluluk Sokağı. Tudem Verlag, Izmir 2009, ISBN 978-9944-69-331-8 (türkisch).
- Christine Nöstlinger: Puding Poli Karıştırıyor. Tudem Verlag, Izmir 2011, ISBN 978-9944-69-574-9 (türkisch).
- Antje Szillat: Das Badewannenwunder und andere Geschichten und Gedichte für Kinder. Dreieck Verlag, Wiltingen 2011, ISBN 978-3-929394-59-7.

### Hörbuchillustrationen
- Daniela Wakonigg: Was heißt iiih? STIMMBUCH Hörbuchverlag, Köln 2005, ISBN 3-9809368-1-3.
- Klara Haase: Zirkusspinne Adelheid. STIMMBUCH Hörbuchverlag, Köln 2005, ISBN 3-9809368-6-4.
- Bodo Primus: Mythos & Wahrheit: Edgar Allan Poe. STIMMBUCH Hörbuchverlag, Köln 2006, ISBN 3-9809368-4-8.
- Mythos & Wahrheit: König Artus. Eine Spurensuche mit Musik und Geräuschen. STIMMBUCH Hörbuchverlag, Köln 2008, ISBN 978-3-939932-05-5.

### Weitere Illustrationen
- Puzzle: Verkehrszeichen (Kinderpuzzle), Ravensburger Spieleverlag, EAN 4005556126361
- Gaby Scheeder: Ich finde meinen Weg: Anregungen zur emotionalen Entwicklungsförderung und Spracherziehung. Dreieck-Verlag, Wiltingen 2007, ISBN 978-3-929394-46-7 (Umschlag).
- Vera Klee, Andrea Tillmanns: Tiere rund um unser Haus. Dreieck-Verlag, Wiltingen 2007, ISBN 978-3-929394-47-4 (Umschlag).
- Antje Szillat: Zauberhafter Advent mit Kindern. Dreieck-Verlag, Wiltingen 2009, ISBN 978-3-929394-54-2 (Umschlag).
- Puzzle: Kleiner Ritter (Kinderpuzzle), Ravensburger Spieleverlag, EAN 4005556089604
- Antje Szillat, Stefan Gemmel: LesePioniere. Mit Spaß die Welt der Bücher entdecken – und das schon im Kindergartenalter. Dreieck-Verlag, Wiltingen 2010, ISBN 978-3-929394-57-3 (Umschlag).
- Umschlag: Andrea Tillmanns: Floßfahrt, Wippe und Regenbogen. Spielerisch die Welt der Physik entdecken. Dreieck-Verlag, Wiltingen 2010, ISBN 978-3-929394-58-0 (Umschlag).